# World Cyber Games 2008
World Cyber Games 2008 — проводились в німецькому місті Кельн з 5 по 9 листопада. Участь в турнірі взяли 800 кіберспортсменів з 78 країн світу.
Для України WCG 2008 були доволі успішними: Євген "Strelok" Опаришев завоював бронзу у дисципліні StarCraft: Brood War, а Михайло "HoT" Новопашин та Олег "Walkman" Хмара посіли 4 місця у дисциплінах WarCraft III:The Frozen Throne та FIFA 2008 відповідно.

## Країни-учасниці[3]
| Азія - Бангладеш - КНР - Китайський Тайбей - Гонконг - Індія - Індонезія - Японія - Південна Корея - Малайзія - Пакистан - Філіппіни - Шрі-Ланка - Сінгапур - Таїланд - В'єтнам | Америка - Аргентина - Бразилія - Канада - Чилі - Колумбія - Коста-Рика - Еквадор - Гватемала - Гваделупа - Мексика - Нікарагуа - Панама - Перу - США - Венесуела | Європа - Вірменія - Азербайджан - Бельгія - Хорватія - Данія - Фінляндія - Грузія - Греція - Ірландія - Казахстан - Литва - Північна Македонія - Нідерланди - Польща - Румунія - Сербія - Словенія - Швеція - Україна - Узбекистан | - Австрія - Білорусь - Болгарія - Чехія - Естонія - Франція - Німеччина - Угорщина - Італія - Латвія - Люксембург - Чорногорія - Норвегія - Португалія - Росія - Словаччина - Іспанія - Швейцарія - Велика Британія | Середній Схід и Африка - Камерун - Єгипет - Ізраїль - Нігерія - Саудівська Аравія - ПАР - ОАЕ Океанія - Австралія - Нова Зеландія |

## Дисципліни турніру[4]
Шутери від першої особи:
- Counter-Strike: 1.6 (5 на 5)
- Halo 3 (4 на 4)

Стратегії в реальному часі:
- StarCraft: Brood War (1 на 1)
- Warcraft III: The Frozen Throne (1 на 1)
- Age of Empires III: The Asian Dynasties (1 на 1)
- Command & Conquer 3: Kane's Wrath (1 на 1)

Автосимулятори:
- Need for Speed: ProStreet (1 на 1)
- Project Gotham Racing 4 (1 на 1)
- Asphalt 4 (1 на 1)

Спортивні симулятори:
- FIFA 08 (1 на 1)
- Carom3D (1 на 1)

MMORPG:
- Red Stone (2 на 2)

Музикальна гра:
- Guitar Hero 3 (1 на 1)

Файтинг:
- Virtua Fighter 5 (1 на 1)